# Matías Donnet
Matías Abel Donnet (ur. 18 kwietnia 1980 w Esperanza) – piłkarz argentyński grający na pozycji pomocnika w Club Olimpia.